# Harald Holstein (ingeniør)
 Der er flere personer med dette navn, se Harald Holstein (erhvervsmand).
Henrik Frantz Harald greve Holstein(-Holsteinborg) (24. december 1879 på Frederiksberg – 13. juni 1967) var en dansk ingeniør.
Han var søn af konseilspræsident, grev Ludvig Holstein-Holsteinborg og dennes 2. hustru, Betzy Laura født Rasmussen, blev student fra Østre Borgerdydskole 1899, tog filosofikum året efter efterfulgt af polyteknisk eksamen som kemiingeniør 1905. Året efter blev han sekondløjtnant i Ingeniørkorpset. 1907-08 drev han et privat laboratorium, men tog så til udlandet, London, Sydamerika og særligt Mexico, hvor han arbejdede som kemiker 1908-12.
Ved sin hjemkomst var han ansat i firmaet E. Hirschsprung et års tid og blev så 1913 adm. direktør for Dansk Kugleleje A/S S.K.F., der var et datterselskab af et svensk firma, nu SKF Group. Han havde denne stilling indtil 1922. Under hans ledelse gik virksomheden stærkt fremad, og den danske virksomhed blev en af de største filialer af moderselskabet. Samtidig publicerede han artikler om tekniske emner.
Han blev under 1. verdenskrig indkaldt til Sikringsstyrken, hvor han blev udnævnt til kaptajn af reserven.
Dernæst blev Holstein generalrepræsentant i Sydamerika for Dansk Rekylriffel Syndikat 1922-27, hvor han solgte danske våben, især rekylgeværer, på dette kontinent. Han drev dernæst fabriksvirksomhed i Marokko 1927-33, blev direktør for A/S Armatura 1933-37 og var Chef du Bureau de l'Administration de la Commission Internationale de Non-Intervention 1937-39, generalrepræsentant for danske ingeniørfirmaer i Spanien 1939-42, direktør for A/S Mundia, Dansk Export Central 1942-45, i Portugal for en del danske industrier 1945-46, og ingeniør i BP Olie-Kompagniet A/S 1947-50. Fra 1950 virkede han som rådgivende ingeniør.